# Wioślarstwo na Letnich Igrzyskach Olimpijskich 2012 – jedynka mężczyzn
Jedynka mężczyzn to jedna z konkurencji wioślarskich rozegranych podczas Letnich Igrzysk Olimpijskich 2012, która odbyła się między 28 lipca a 4 sierpnia na obiekcie Dorney Lake. Tytułu mistrza olimpijskiego z Pekinu nie obronił Norweg Olaf Tufte. Zwyciężył Nowozelandczyk Mahé Drysdale.

## Terminarz
| Data            | Godzina |               |
| --------------- | ------- | ------------- |
| 28 lipca 2012   | 12:30   | Eliminacje    |
| 29 lipca 2012   | 9:50    | Repasaże      |
| 31 lipca 2012   | 9:30    | Półfinały E/F |
| 31 lipca 2012   | 10:40   | Ćwierćfinały  |
| 1 sierpnia 2012 | 9:30    | Półfinały C/D |
| 1 sierpnia 2012 | 11:20   | Półfinały     |
| 3 sierpnia 2012 | 9:30    | Finał F       |
| 3 sierpnia 2012 | 9:40    | Finał E       |
| 3 sierpnia 2012 | 9:50    | Finał D       |
| 3 sierpnia 2012 | 10:00   | Finał C       |
| 3 sierpnia 2012 | 10:40   | Finał B       |
| 3 sierpnia 2012 | 12:30   | Finał         |

## Wyniki

### Eliminacje
Trójka najlepszych wioślarzy z każdego biegu awansowała do półfinału. Pozostali zawodnicy automatycznie zostali zakwalifikowani do repasaży. 
Wyniki:
Bieg 1
| Pozycja | Tor | Zawodnik        | Czas    | Uwagi |
| ------- | --- | --------------- | ------- | ----- |
| 1       | 2   | Tim Maeyens     | 6:42.52 | , Q   |
| 2       | 5   | Angel Fournier  | 6:46.35 | Q     |
| 3       | 1   | Patrick Loliger | 6:51.78 | Q     |
| 4       | 6   | Sawarn Singh    | 6:54.04 |       |
| 5       | 3   | Óscar Vásquez   | 7:06.33 |       |
| 6       | 4   | Mohsen Shadi    | 7:27.42 |       |

Bieg 2
| Pozycja | Tor | Zawodnik            | Czas    | Uwagi |
| ------- | --- | ------------------- | ------- | ----- |
| 1       | 3   | Marcel Hacker       | 6:43.80 | Q     |
| 2       | 6   | Santiago Fernández  | 6:46.03 | Q     |
| 3       | 2   | Henrik Stephansen   | 6:46.32 | Q     |
| 4       | 5   | Mindaugas Griškonis | 6:46.56 |       |
| 5       | 1   | Víctor Aspillaga    | 7:13.79 |       |
| 6       | 4   | So Sau Wah          | 7:15.91 |       |

Bieg 3
| Pozycja | Tor | Zawodnik               | Czas    | Uwagi |
| ------- | --- | ---------------------- | ------- | ----- |
| 1       | 2   | Lassi Karonen          | 6:45.42 | Q     |
| 2       | 1   | Aleksandr Aleksandrov  | 6:49.81 | Q     |
| 3       | 4   | Mathias Raymond        | 6:58.60 | Q     |
| 4       | 3   | Anderson Nocetti       | 7:03.78 |       |
| 5       | 5   | James Fraser Mackenzie | 7:16.83 |       |
| 6       | 6   | Paul Etia Ndoumbè      | 7:29.77 |       |

Bieg 4
| Pozycja | Tor | Zawodnik              | Czas    | Uwagi |
| ------- | --- | --------------------- | ------- | ----- |
| 1       | 5   | Mahé Drysdale         | 6:49.69 | Q     |
| 2       | 2   | Olaf Tufte            | 7:00.90 | Q     |
| 3       | 3   | Nour El-Din Hassanein | 7:06.17 | Q     |
| 4       | 4   | Roberto López         | 7:23.75 |       |
| 5       | 1   | Hamadou Djabo Issaka  | 8:25.56 |       |

Bieg 5
| Pozycja | Tor | Zawodnik           | Czas    | Uwagi |
| ------- | --- | ------------------ | ------- | ----- |
| 1       |     | Alan Campbell      | 6:47.62 | Q     |
| 2       |     | Zhang Liang        | 6:50.71 | Q     |
| 3       |     | Michał Słoma       | 6:54.58 | Q     |
| 4       |     | Kim Dong-yong      | 7:05.24 |       |
| 5       |     | Władisław Jakowlew | 7:16.34 |       |

Bieg 6
| Pozycja | Tor | Zawodnik          | Czas    | Uwagi |
| ------- | --- | ----------------- | ------- | ----- |
| 1       | 5   | Ondřej Synek      | 6:53.23 | Q     |
| 2       | 4   | Mario Vekić       | 7:02.63 | Q     |
| 3       | 2   | Kenneth Jurkowski | 7:08.49 | Q     |
| 4       | 1   | Wang Ming-hui     | 7:15.77 |       |
| 5       | 3   | Aymen Mejri       | 7:21.64 |       |

### Repasaże
Dwóch najlepszych zawodników z każdego repasażu awansowało do ćwierćfinałów. Pozostali wioślarze automatycznie zostali zakwalifikowani do półfinałów E/F.
Wyniki:
Repasaż 1
| Pozycja | Tor | Zawodnik          | Czas    | Uwagi |
| ------- | --- | ----------------- | ------- | ----- |
| 1       | 3   | Sawarn Singh      | 7:00.49 | Q     |
| 2       | 2   | Kim Dong-yong     | 7:03.91 | Q     |
| 3       | 4   | Víctor Aspillaga  | 7:10.54 |       |
| 4       | 1   | Aymen Mejri       | 7:11.94 |       |
| 5       | 5   | Paul Etia Ndoumbè | 7:24.15 |       |

Repasaż 2
| Pozycja | Tor | Zawodnik               | Czas    | Uwagi |
| ------- | --- | ---------------------- | ------- | ----- |
| 1       | 4   | Mindaugas Griškonis    | 7:00.19 | Q     |
| 2       | 1   | Mohsen Shadi           | 7:11.55 | Q     |
| 3       | 5   | James Fraser Mackenzie | 7:19.85 |       |
| 4       | 2   | Hamadou Djabo Issaka   | 8:39.66 |       |
| 5       | 3   | Wang Ming-hui          | DSQ     |       |

Repasaż 3
| Pozycja | Tor | Zawodnik           | Czas    | Uwagi |
| ------- | --- | ------------------ | ------- | ----- |
| 1       | 4   | Anderson Nocetti   | 7:07.17 | Q     |
| 2       | 2   | Óscar Vásquez      | 7:09.12 | Q     |
| 3       | 1   | So Sau Wah         | 7:13.75 |       |
| 4       | 5   | Władisław Jakowlew | 7:22.00 |       |
| 5       | 3   | Roberto López      | 7:27.75 |       |

### Ćwierćfinały
Trzech najlepszych zawodników awansowało do półfinałów, pozostali zawodnicy zostali automatycznie zakwalifikowani do półfinałów C/D.
Wyniki:
Ćwierćfinał 1
| Pozycja | Tor | Zawodnik            | Czas    | Uwagi |
| ------- | --- | ------------------- | ------- | ----- |
| 1       | 3   | Mahé Drysdale       | 6:54.86 | Q     |
| 2       | 4   | Tim Maeyens         | 6:56.65 | Q     |
| 3       | 1   | Mindaugas Griškonis | 7:00.80 | Q     |
| 4       | 2   | Mario Vekić         | 7:05.78 |       |
| 5       | 5   | Michał Słoma        | 7:21.55 |       |
| 6       | 6   | Óscar Vásquez       | 7:24.07 |       |

Ćwierćfinał 2
| Pozycja | Tor | Zawodnik              | Czas    | Uwagi |
| ------- | --- | --------------------- | ------- | ----- |
| 1       | 4   | Alan Campbell         | 6:52.10 | Q     |
| 2       | 3   | Marcel Hacker         | 6:54.18 | Q     |
| 3       | 2   | Aleksandr Aleksandrov | 6:56.36 | Q     |
| 4       | 5   | Patrick Loliger       | 7:00.20 |       |
| 5       | 6   | Kim Dong-yong         | 7:16.22 |       |
| 6       | 1   | Anderson Nocetti      | 7:17.37 |       |

Ćwierćfinał 3
| Pozycja | Tor | Zawodnik              | Czas    | Uwagi |
| ------- | --- | --------------------- | ------- | ----- |
| 1       | 4   | Lassi Karonen         | 6:57.06 | Q     |
| 2       | 3   | Santiago Fernández    | 7:01.57 | Q     |
| 3       | 5   | Zhang Liang           | 7:02.03 | Q     |
| 4       | 1   | Sawarn Singh          | 7:11.59 |       |
| 5       | 6   | Kenneth Jurkowski     | 7:18.27 |       |
| 6       | 2   | Nour El-Din Hassanein | 7:23.12 |       |

Ćwierćfinał 4
| Pozycja | Tor | Zawodnik          | Czas    | Uwagi |
| ------- | --- | ----------------- | ------- | ----- |
| 1       | 4   | Ondřej Synek      | 6:53.32 | Q     |
| 2       | 5   | Angel Fournier    | 6:54.12 | Q     |
| 3       | 3   | Olaf Tufte        | 6:55.36 | Q     |
| 4       | 2   | Henrik Stephansen | 6:55.95 |       |
| 5       | 6   | Mathias Raymond   | 7:20.16 |       |
| 6       | 1   | Mohsen Shadi      | 7:32.72 |       |

### Półfinały

#### Półfinały E/F
Trzech najlepszych zawodników awansowało do finału E, pozostali wioślarze wzięli udział w finale F.
Wyniki:
Półfinał 1
| Pozycja | Tor | Zawodnik             | Czas    | Uwagi |
| ------- | --- | -------------------- | ------- | ----- |
| 1       | 3   | So Sau Wah           | 7:44.20 | Q     |
| 2       | 2   | Víctor Aspillaga     | 7:53.76 | Q     |
| 3       | 1   | Roberto López        | 7:57.89 | Q     |
| 4       | 4   | Hamadou Djabo Issaka | 9:07.99 |       |

Półfinał 2
| Pozycja | Tor | Zawodnik               | Czas    | Uwagi |
| ------- | --- | ---------------------- | ------- | ----- |
| 1       | 5   | Wang Ming-hui          | 7:33.18 | Q     |
| 2       | 4   | Władisław Jakowlew     | 7:33.29 | Q     |
| 3       | 3   | James Fraser Mackenzie | 7:33.81 | Q     |
| 4       | 1   | Paul Etia Ndoumbè      | 7:35.48 |       |
| 5       | 2   | Aymen Mejri            | 7:58.48 |       |

#### Półfinały C/D
Trzech pierwszych wioślarzy awansowało do finału C, pozostali zawodnicy wzięli udział w finale D.
Wyniki:
Półfinał 1
| Pozycja | Tor | Zawodnik        | Czas    | Uwagi |
| ------- | --- | --------------- | ------- | ----- |
| 1       | 4   | Mario Vekić     | 7:33.51 | Q     |
| 2       | 3   | Sawarn Singh    | 7:36.25 | Q     |
| 3       | 2   | Mathias Raymond | 7:38.17 | Q     |
| 4       | 5   | Kim Dong-yong   | 7:48.09 |       |
| 5       | 6   | Óscar Vásquez   | 7:57.36 |       |
| 6       | 1   | Mohsen Shadi    | 8:20.29 |       |

Półfinał 2
| Pozycja | Tor | Zawodnik              | Czas    | Uwagi |
| ------- | --- | --------------------- | ------- | ----- |
| 1       | 3   | Henrik Stephansen     | 7:33.51 | Q     |
| 2       | 4   | Patrick Loliger       | 7:29.76 | Q     |
| 3       | 2   | Michał Słoma          | 7:29.82 | Q     |
| 4       | 6   | Nour El-Din Hassanein | 7:39.00 |       |
| 5       | 1   | Anderson Nocetti      | 7:54.18 |       |
| 6       | 5   | Kenneth Jurkowski     | 7:56.51 |       |

#### Półfinały A/B
Trzech pierwszych wioślarzy awansowało do głównego finału, pozostali zawodnicy wzięli udział w finale B.
Wyniki:
Półfinał 1
| Pozycja | Tor | Zawodnik            | Czas    | Uwagi |
| ------- | --- | ------------------- | ------- | ----- |
| 1       | 3   | Mahé Drysdale       | 7:18.11 | Q     |
| 2       | 4   | Lassi Karonen       | 7:19.77 | Q     |
| 3       | 2   | Marcel Hacker       | 7:22.07 | Q     |
| 4       | 5   | Ángel Fournier      | 7:30.19 |       |
| 5       | 6   | Mindaugas Griškonis | 7:31.72 |       |
| 6       | 1   | Olaf Tufte          | 7:35.31 |       |

Półfinał 2
| Pozycja | Tor | Zawodnik              | Czas    | Uwagi |
| ------- | --- | --------------------- | ------- | ----- |
| 1       | 3   | Ondřej Synek          | 7:16.58 | Q     |
| 2       | 4   | Alan Campbell         | 7:18.92 | Q     |
| 3       | 6   | Aleksandr Aleksandrov | 7:20.80 | Q     |
| 4       | 2   | Santiago Fernández    | 7:29.68 |       |
| 5       | 1   | Zhang Liang           | 7:31.52 |       |
| 6       | 5   | Tim Maeyens           | 7:39.78 |       |

#### Finał F
Wyniki:
| Pozycja | Tor | Zawodnik             | Czas    | Uwagi |
| ------- | --- | -------------------- | ------- | ----- |
| 1       | 2   | Aymen Mejri          | 7:33.62 |       |
| 2       | 1   | Paul Etia Ndoumbè    | 7:46.23 |       |
| 3       | 3   | Hamadou Djabo Issaka | 8:53.88 |       |

#### Finał E
Wyniki:
| Pozycja | Tor | Zawodnik               | Czas    | Uwagi |
| ------- | --- | ---------------------- | ------- | ----- |
| 1       | 4   | So Sau Wah             | 7:29.35 |       |
| 2       | 3   | Wang Ming-hui          | 7:33.28 |       |
| 3       | 2   | Víctor Aspillaga       | 7:35.88 |       |
| 4       | 5   | Władisław Jakowlew     | 7:36.14 |       |
| 5       | 6   | Roberto López          | 7:41.32 |       |
| 6       | 1   | James Fraser Mackenzie | 7:46.49 |       |

#### Finał D
Wyniki:
| Pozycja | Tor | Zawodnik              | Czas    | Uwagi |
| ------- | --- | --------------------- | ------- | ----- |
| 1       | 2   | Anderson Nocetti      | 7:25.03 |       |
| 2       | 3   | Nour El-Din Hassanein | 7:27.19 |       |
| 3       | 4   | Kim Dong-yong         | 7:27.94 |       |
| 4       | 6   | Mohsen Shadi          | 7:31.42 |       |
| 5       | 5   | Óscar Vásquez         | 7:36.79 |       |
|         | 1   | Kenneth Jurkowski     | DNS     |       |

#### Finał C
Wyniki:
| Pozycja | Tor | Zawodnik          | Czas    | Uwagi |
| ------- | --- | ----------------- | ------- | ----- |
| 1       | 4   | Henrik Stephansen | 7:19.62 |       |
| 2       | 5   | Patrick Loliger   | 7:20.10 |       |
| 3       | 3   | Mario Vekić       | 7:27.60 |       |
| 4       | 2   | Sawarn Singh      | 7:29.66 |       |
| 5       | 1   | Michał Słoma      | 7:34.98 |       |
| 6       | 6   | Mathias Raymond   | 7:36.35 |       |

#### Finał B
Wyniki:
| Pozycja | Tor | Zawodnik            | Czas    | Uwagi |
| ------- | --- | ------------------- | ------- | ----- |
| 1       | 6   | Ángel Fournier      | 7:11.17 |       |
| 2       | 4   | Mindaugas Griškonis | 7:15.32 |       |
| 3       | 1   | Olaf Tufte          | 7:18.15 |       |
| 4       | 5   | Santiago Fernández  | 7:20.40 |       |
| 5       | 3   | Zhang Liang         | 7:25.64 |       |
| 6       | 2   | Tim Maeyens         | 7:27.51 |       |

#### Finał A
Wyniki:
| Pozycja | Tor | Zawodnik              | Czas    | Uwagi  |
| ------- | --- | --------------------- | ------- | ------ |
| 1       | 5   | Mahé Drysdale         | 6:57.82 | złoto  |
| 2       | 6   | Ondřej Synek          | 6:59.37 | srebro |
| 3       | 3   | Alan Campbell         | 7:03.28 | brąz   |
| 4       | 4   | Lassi Karonen         | 7:04.04 |        |
| 5       | 2   | Aleksandr Aleksandrov | 7:09.42 |        |
| 6       | 1   | Marcel Hacker         | 7:10.21 |        |